# Bevtoft Sogn
Bevtoft Sogn er et sogn i Haderslev Domprovsti (Haderslev Stift).
Bevtoft Sogn hørte til Nørre Rangstrup Herred i Haderslev Amt. Bevtoft sognekommune blev ved kommunalreformen i 1970 indlemmet i Nørre-Rangstrup Kommune, der ved strukturreformen i 2007 indgik i Tønder Kommune.
I Bevtoft Sogn ligger Bevtoft Kirke. Sognet hørte indtil 2007 til Tørninglen Provsti, og kirken har det karakteristiske Tørninglen-spir, der er rejst over 4 trekantgavle.
I sognet findes følgende autoriserede stednavne:
- Bevtoft (bebyggelse, ejerlav)
- Bevtoft Plantage (areal)
- Bevtoftgård (landbrugsejendom)
- Glasergård (stor landbrugsejendom)
- Hjartbro (bebyggelse, ejerlav)
- Hjartbro Skov (areal)
- Hjartbrolund (bebyggelse)
- Hyrup (bebyggelse, ejerlav)
- Hyrup Hede (bebyggelse)
- Hyrup Vestermark (bebyggelse)
- Jægerlund (bebyggelse)
- Kongenshede (bebyggelse)
- Kragager (bebyggelse)
- Mergelland (bebyggelse)
- Neder Jerstal (bebyggelse)
- Strandelhjørn (bebyggelse, ejerlav)
- Strandelhjørnlund (bebyggelse)
- Strandelhjørnskov (bebyggelse)
- Trekroner (bebyggelse)
- Valsbæk (vandareal)
- Voldborg Hede (bebyggelse)
- Vrå (bebyggelse)

## Afstemningsresultat
Folkeafstemningen ved Genforeningen i 1920 gav i Bevtoft Sogn 694 stemmer for Danmark, 24 for Tyskland. Af vælgerne var 128 tilrejst fra Danmark, 28 fra Tyskland. 